# Iritecna SpA
Iritecna SpA - Società per l'Impiantistica Industriale e l'Assetto del Territorio S.p.A - société pour les installations industrielles et l'aménagement du territoire, était une holding italienne, entièrement contrôlée par l'IRI,  spécialisée dans le secteur des constructions industrielles et des travaux publics. Le groupe Iritecna SpA était composé de 24 sociétés. Pratiquement 43 % de son chiffre d'affaires était lié aux secteur des autoroutes.

## Historique
À l'origine, le 21 décembre 1946, création de la société EdilTi - Edilizia Tibur S.p.A. - Constructions Tribur S.A. qui transforma sa raison sociale en « Iritecna-Società per l'Impiantistica Industriale e l'Assetto del Territorio S.p.A » après avoir repris les sociétés Italstat SpA et Italimpianti SpA en février 1991. 
En 1994, après avoir traversé une sérieuse crise économique qui a touché tous les pays d'Europe, Iritecna transfère toutes ses participations à une nouvelle holding Fintecna SpA, puis est dissoute.

## Principales participations
Les sociétés qui composaient la holding intervenaient toutes dans le secteur des constructions et des installations techniques :
- Italstrade S.p.A.
- Italimpianti S.p.A.
- Svei S.p.A - société d'ingénierie industrielle,
- Italtekna S.p.A. - société d'ingénierie spécialisée dans la construction portuaire de tourisme, le développement de l'irrigation, l'hydro-agricole et les aménagements fluviaux et maritimes,
- Autostrade S.p.A. et ses filiales internationales dont  Autostrade International (Construction des autoroutes aux États-Unis,
- Pavimental S.p.A.
- Rep-Garboli S.p.A. - entreprise de constructions et travaux publics.

Iritecna détenait une participation dans les organismes : IRICAV Uno et IRICAV Due, qui étaient chargés du projet de construction des lignes à grande vitesse et grande capacité italiennes sur les liaisons Rome-Naples et Vérone-Venise du réseau TAV des FS.

## Groupement
IRICAV Due - Consorzio IRI per l'Alta Velocità Due est un groupement constitué à l'initiative de l'IRI et sa filiale Iritecna SpA. 
IRICAV 2 avait pour mission le projet, les études et la réalisation de la ligne ferroviaire à grande vitesse et grande capacité Vérone-Venise longue de 75 km et dont l'IRI avait été désigné "general contractor" par TAV SpA, filiale des FS.
Le groupement n'a, en fait, travaillé que sur le tronçon Padoue-Venise, car le contrat avec TAV SpA a été rompu en 1998. La liaison à grande vitesse entre ces deux villes est opérationnelle depuis mars 2007.
La construction du tronçon Vérone-Padoue est toujours au stade du tracé et n'a encore pas été confiée à un quelconque groupement.
Créé en 1991, le groupement IRICAV 2 comprenait les sociétés suivantes :
- Ansaldo Trasporti Sistemi Ferroviari - constructeur de matériel ferroviaire et de signalisation,
- Impregilo SpA - entreprise de travaux publics,
- Salini SpA - entreprise de travaux publics,
- Del Favero - entreprise de travaux publics,
- Torno SpA - entreprise de travaux publics,
- Fintecna après la dissolution de Iritecna SpA, en ses lieux et place.

### Sources
- « Communiqué officiel », sur europa.eu/rapid/press-release
- (de) « Iritecna SpA », sur Linguee.de
- (en) eur-lex.europa.eu
- (it) archiviostorico.corriere.it
- (it) « Quelques sociétés du groupe », sur Wikideep.it